# آدم هوبز
آدم هوبز (بالإنجليزية: Adam Hobbs)‏ هو لاعب كرة قدم أمريكي في مركز حراسة المرمى، ولد في 29 أكتوبر 1993 في سانتا مونيكا في الولايات المتحدة. لعب مع نادي لاس فيغاس لايتس.